# 주얼리 코리아
《주얼리 코리아》(JEWELRY KOREA)는 주얼리 트렌드, 셀러브리티, 브랜드, 귀금속과 보석 정보, K-POP 주얼리 등 한국의 주얼리 소식을 전달하는 대한민국 인터넷 뉴스 사이트로, 2024년 6월 4일 시작하였다.

## 역사
- 2024년 6월 4일 문화체육관광부 언론사 및 정기간행물 등록